# Corraini Edizioni
Corraini Edizioni est une maison d'édition italienne dont le siège est à Mantoue. Elle est spécialisée dans les ouvrages d’art, le graphisme, le design et les livres pour enfants. L’éditeur a également une activité de galerie d'art.
Corraini possède deux librairies : une à Milan, l’autre à Bologne.

## À noter
Corraini a réimprimé les ouvrages de Bruno Munari.